# Steve Rey
Steve Rey (15 juli 1969) is een Zwitserse golfprofessional en komt uit Crans-sur-Sierre. 

## Playing professional
Steve werd in 1988 professional.
In 1992 kwalificeerde hij zich, samen met landgenoot André Bossert, voor de Europese Tour.

In 1993 won hij het Zwitsers PGA Kampioenschap op de Lausanne GC, in 1995 op de Blumisberg GC, in 1999 op de Sempachersee GC en in 2003 op de Bonmont GC; in 1992, 1998, 2000 en 2002 eindigde hij op de tweede plaats.
Met Paolo Quirici en André Bossert vertegenwoordigde hij in de 90'er jaren zijn land op de World Cup maar de Zwitsers eindigden nooit in de top. 
Rey heeft als coach Olivier Knupfer uit Sion, zelf karate kampioen, die ook spelers als Ernie Els, Paolo Quirici en Jean François Remesy begeleidt. Ook bij Knupfer gaat het om de balans tussen de techniek van de swing, de mentale en de fysieke training.

### Gewonnen
- 1993: Zwitsers PGA Kampioenschap
- 1995: Zwitsers PGA Kampioenschap
- 1999: Zwitsers PGA Kampioenschap
- 2000: UBS Warburg Swiss Golf Open Neuchatel
- 2002: Zwitsers PGA Kampioenschap

## Teaching professional
Met André Bossert organiseert hij trainingen en bijeenkomsten met jongere pro's, want al ruim 10 jaar heeft de Zwitserse PGA geen nationale coach. In 2007 werd Rey voorzitter van de PGA commissie die teaching professionals zal opleiden. In deze commissie zitten ook Karim El Baradie en Olivier Knupfer van de Swiss Golf Academy.

Rey geeft les op Golfclub Ascona.
- Swiss Golf Academy
- Swiss PGA